# .vi
.viはアメリカ領ヴァージン諸島に割り当てられている国別コードトップレベルドメイン(ccTLD)。
第2レベルドメインは、米領ヴァージン諸島に関連のある団体にのみ許可されるが、第3レベルドメインに関しては、ほぼ制限がない。